# International Airlines Group
L'International Consolidated Airlines Group, S.A., spesso abbreviata in IAG, è una holding multinazionale anglo-spagnola sede legale a Madrid e sede operativa a Londra. È nata il 21 gennaio 2011 dalla fusione delle compagnie aeree di bandiera di Regno Unito e Spagna, ovvero British Airways e Iberia.
In base al fatturato 2015, IAG è la sesta compagnia aerea più grande al mondo e la terza in Europa.
IAG è quotata presso il FTSE 100 della London Stock Exchange dal 24 gennaio 2011 e presso l'IBEX-35 della Borsa di Madrid dal 1º aprile 2011 oltre che nelle borse regionali di Barcellona, Valencia e Bilbao.

## Storia
Iberia e British Airways hanno sottoscritto un accordo preliminare di fusione nel novembre 2009. Nell'aprile 2010, Iberia e British Airways hanno firmato un accordo di fusione con data di completamento prevista entro fine 2010, in modo da assicurare i necessari adeguamenti normativi; la fusione si è conclusa il 21 gennaio 2011 e la negoziazione delle azioni di IAG presso le borse di Madrid e Londra è iniziata il 24 gennaio dello stesso anno.
Nel marzo 2011, IAG ha firmato un contratto con Airbus per l'acquisto di otto A330-300 e l'opzione di ulteriori otto, da inserire nella flotta a lungo raggio di Iberia. Il 6 ottobre 2011 IAG ha creato Iberia Express, una nuova compagnia aerea low-cost per operare voli a corto e medio raggio dall'aeroporto di Madrid-Barajas. Iberia Express ha iniziato le operazioni di volo il 25 marzo 2012.
Il 22 dicembre 2011 IAG ha stipulato un accordo con Lufthansa per l'acquisizione di British Midland International (BMI) per una somma pari a 172,5 milioni di sterline; siccome l'affare avrebbe fatto aumentare la quota di slot di IAG all'aeroporto di aeroporto di Londra-Heathrow dal 45% al 54%,  IAG ha dovuto rinunciare a 12 slot giornalieri e ne ha dovuti dare in affitto altri due. L'acquisizione è stata completata il 20 aprile 2012 e per tutto l'anno la flotta e le rotte di BMI sono state integrate in quelle di British Airways.
L'8 novembre 2012 IAG ha formulato un'offerta pari a 7 €  per ogni azione ordinaria, con un esborso complessivo di 113 milioni di euro, per l'acquisizione di Vueling, la compagnia aerea low-cost spagnola con sede a Barcellona. Il patrimonio totale al 30 settembre 2012 di Vueling  era pari a 805 milioni di euro, e nello stesso anno la compagnia ha generato utili prima delle imposte pari a 59 milioni di euro. Il 9 aprile 2013 è stata aumentata l'offerta fino a 9,25 € per azione, accettata dal consiglio di amministrazione di Vueling il 23 aprile successivo. Nel frattempo, a inizio dicembre 2012, IAG ha completato la fusione delle operazioni cargo di British Airways, BMI e Iberia in una singola compagnia denominata IAG Cargo.
Nell'aprile 2013 IAG ha effettuato un ordine di 18 Boeing 787 Dreamliner per un importo complessivo di 4,5 miliardi di dollari, in previsione della sostituzione, entro il 2021, di alcuni dei Boeing 747 presenti nella flotta di British Airways.
Il 16 ottobre del 2013 Iberia ha presentato la nuova livrea che sarà utilizzata su tutti i suoi velivoli a partire dal novembre 2013.]
Durante il Farnborough Airshow tenutosi nel luglio 2014, IAG ha convertito in ordine le opzioni di 20 Airbus A320neo. I velivoli entreranno nella flotta di British Airways e saranno utilizzati sulle rotte a corto raggio.
Nel gennaio 2015, dopo averne già presentate due non accettate, IAG ha presentato un'ulteriore offerta da 1 miliardo di sterline per l'acquisizione di Aer Lingus. Il consiglio di amministrazione di Aer Lingus ha accettato l'offerta alla fine del mese, mentre il governo irlandese, per quanto riguardava la sua quota di partecipazione nella compagnia, l'ha accettata nel maggio 2015. L'acquisizione è diventata effettiva il 18 agosto 2015.
Nel mese di aprile 2016 Qatar Airways ha annunciato di aver aumentato la propria partecipazione in IAG dal 9,99% al 12%, portandola poi nel maggio dello stesso anno al 15,01%.
Nel 2017 IAG ha lanciato la nuova compagnia sussidiaria Level, operante da Barcelona El Prat come vettore low-cost a lungo raggio. Mentre nel luglio 2018 sempre come Level ma con licenza austriaca, ha iniziato a operare voli low-cost europei di medio raggio.
Nel 2019 IAG ha completamente ceduto la propria partecipazione in Norwegian Air Shuttle.
Nel febbraio 2022 acquista da Globalia una partecipazione del 20% nella compagnia aerea Air Europa: successivamente le due aziende si accordano per una cessione del restante 80% soggetta però al vaglio dell'antitrust UE.
Nell'agosto 2024, dopo mesi di estenuanti trattative con l'antitrust UE, IAG annuncia di voler rinunciare all'acquisto della totalità delle azioni di Air Europa: il motivo sono le richieste eccessive necessarie ai fini dell'ottenimento del via libera comunitario che rendeno non più conveniente l'acquisizione.

## Il gruppo

### Sussidiarie e affiliate
Il gruppo IAG è così formato:
- Aer Lingus
  -  Aer Lingus Regional (franchise)
- British Airways
  -  BA CityFlyer
  -  Comair (posseduta al 11,5%)
  -  SUN-AIR (franchise)
- Iberia
  -  Iberia Regional (operata da  Air Nostrum, franchise)
  -  Iberia Express
  -  Level
- OpenSkies (opera sotto il brand Level)
- Vueling
  -  Anisec Luftfahrt (opera sotto il brand Level)
- IAG Cargo
- Avios Group (gestisce il programma frequent flyer di IAG)
  -  Air Europa
  -  Air Europa express

### Azionisti di minoranza
Gli azionisti di minoranza del gruppo IAG sono i seguenti:

## Flotta

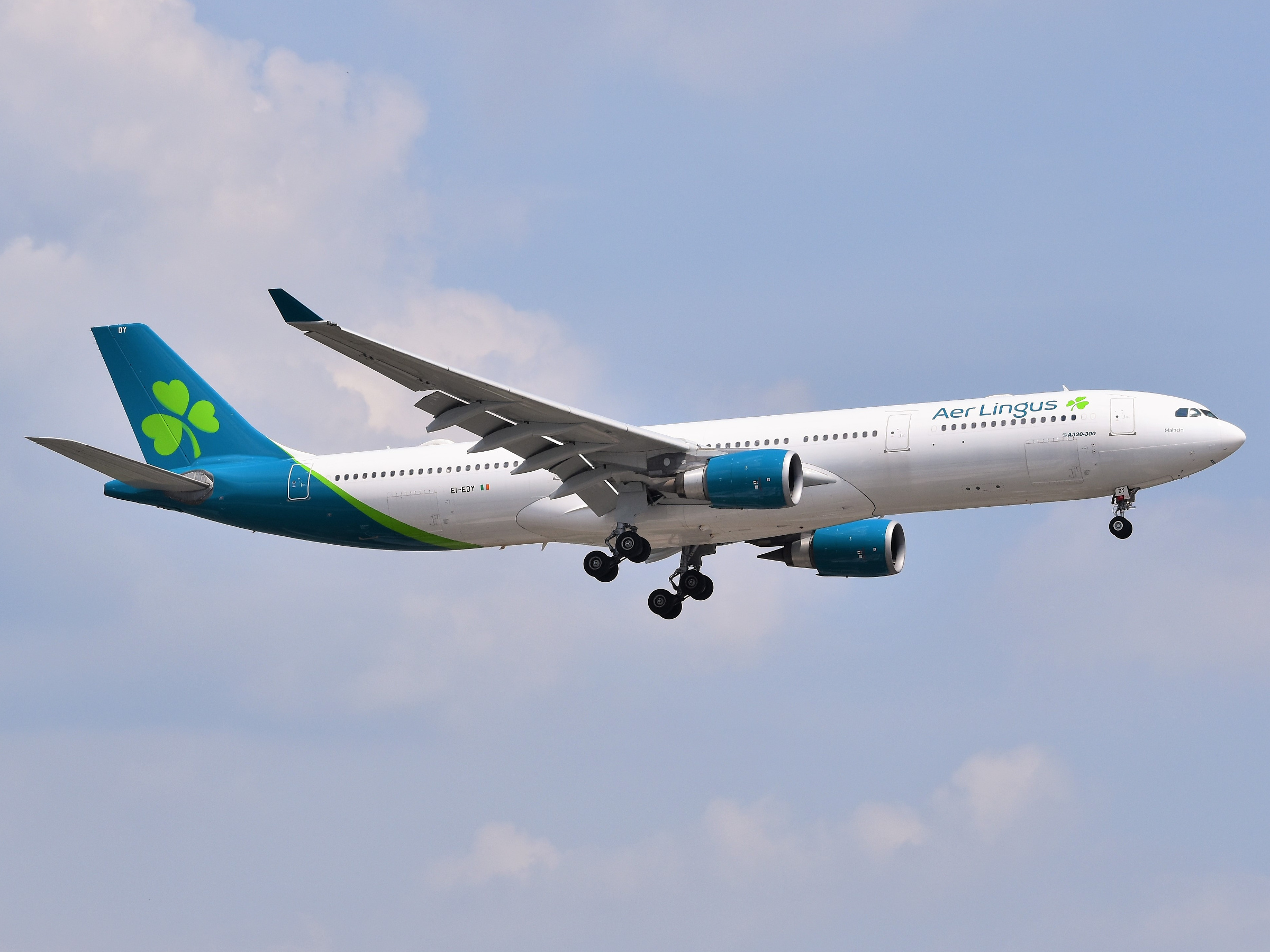
Un Airbus A330-300 di Aer Lingus

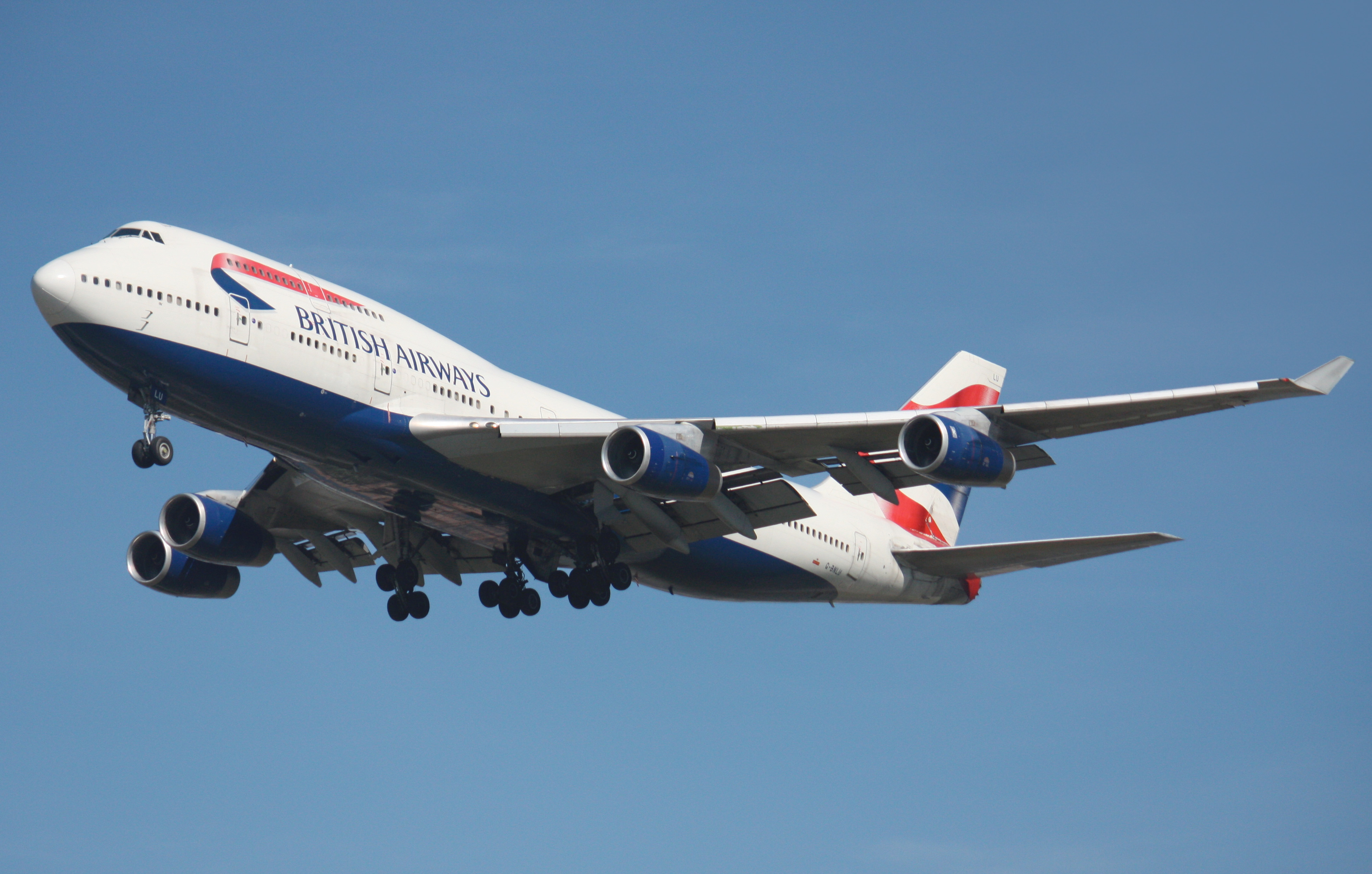
Un Boeing 747-400 di British Airways

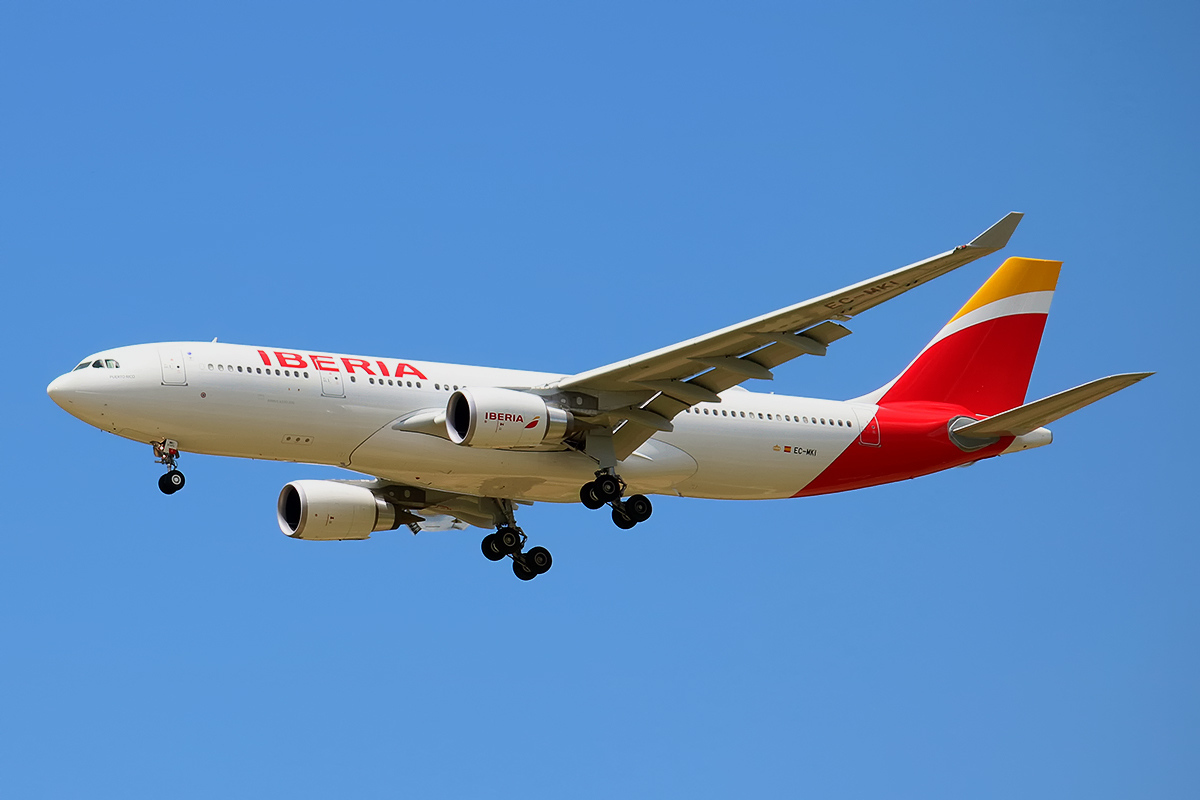
Un Airbus A330-200 di Iberia

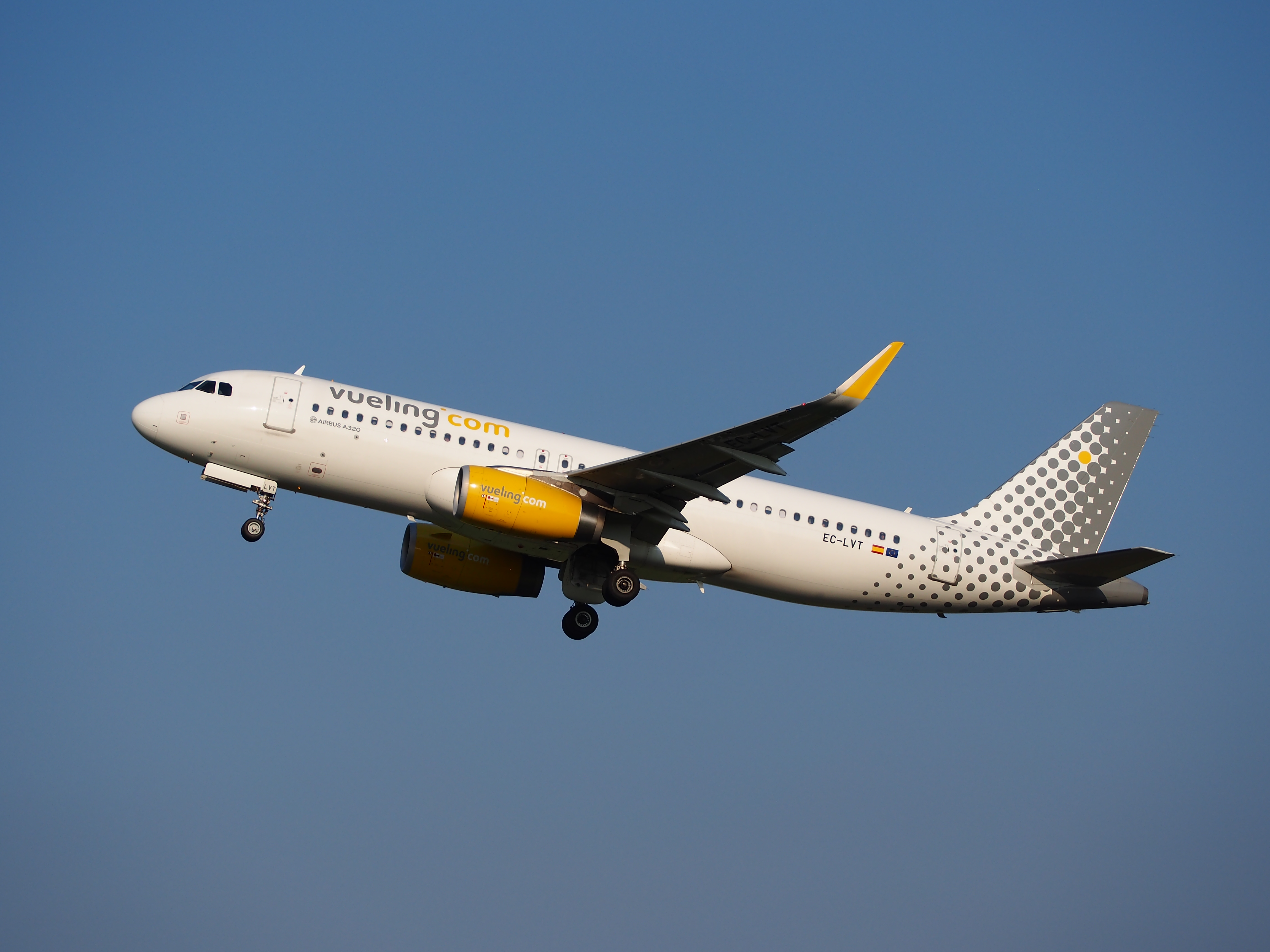
Un Airbus A320-200 di Vueling

## Programma fedeltà
Dal 16 novembre 2011 il gruppo IAG utilizza il programma fedeltà Avios in sostituzione del precedente Air Miles. I punti Avios sono la valuta del programma frequent flyer di Iberia, British Airways, Aer Lingus e Qatar Airways, e possono essere utilizzati anche per i viaggi all'interno dell'alleanza Oneworld.